# Vetenskapsåret 1756

## Händelser
- Joseph Black beskriver hur karbonater blir mer alkaliska när de förlorar koldioxid, medan upptag av koldiox konverterar tillbaka dem.
- John Smeaton producerar den första högkvalitativa cementen sedan romartiden, som användes i byggnationen av det tredje Eddystone Lighthouse.
- Den franske kocken Duc de Richelieu uppfinner majonnäs.

## Pristagare
- Copleymedaljen: Inget pris utdelades.

## Födda
- 22 februari - Franz Josef von Gerstner (död 1832), böhmisk matematiker.
- 4 juni - Jean-Antoine Chaptal (död 1832), fransk kemist.
- 21 september - John Loudon McAdam (död 1836), skotsk ingenjör och vägbyggare.
- 30 november - Ernst Chladni (död 1827), tysk fysiker.
- 26 december - Bernard Germain de Lacépède (död 1825), fransk naturforskare.

## Avlidna
- 22 februari - Pehr Löfling (född 1729), svensk botaniker och en av Linnés lärjungar.
- 24 juni - Olof Celsius den äldre (född 1670), svensk botaniker.
- Jacques Cassini (född 1677), fransk-italiensk astronom.